# Ariel Levy (Schauspieler)

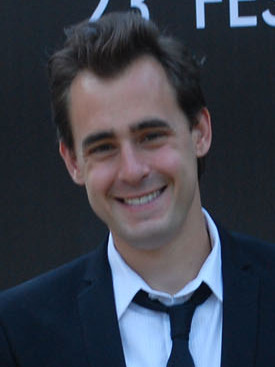
Ariel Levy (2011)

Ariel Levy (* 28. September 1984 in Santiago de Chile) ist ein chilenischer Schauspieler.

## Karriere
Levi ist seit seinem neunzehnten Lebensjahr in seinem Heimatland als Film- und Fernsehschauspieler tätig. Mehrfach arbeitete er mit dem chilenischen Regisseur Nicolás López zusammen. International bekannt wurde Levy, als er 2012 in dem von Eli Roth produzierten Katastrophenfilm Aftershock – Die Hölle nach dem Beben unter der Regie von López eine der Hauptrollen spielte.

## Filmografie (Auswahl)

### Kino
- 2004:	Promedio rojo
- 2005:	Se arrienda
- 2007:	Súper niño bully
- 2009:	La vaca atada
- 2010:	Mitos y leyendas, la nueva alianza
- 2010:	Qué pena tu vida
- 2011:	Qué pena tu boda
- 2012: Aftershock – Die Hölle nach dem Beben (Aftershock)
- 2013:	Qué pena tu familia
- 2013:	Promedio rojo, el regreso
- 2013: The Green Inferno
- 2014:	The Stranger

### Fernsehen
- 2005:	EsCool (Fernsehserie)
- 2005:	Mitú (Fernsehserie)
- 2006:	Porky te amo (Fernsehserie)
- 2007:	Vivir con 10 (Fernsehserie)
- 2008:	Mala conducta (Fernsehserie)
- 2009:	Sin anestesia (Fernsehserie)
- 2011:	Infiltradas (Fernsehserie)
- 2011: 12 días (TV-Miniserie)
- 2012:	Soltera otra vez (Fernsehserie)
- 2012–2013: La Sexóloga (Fernsehserie)